# The American Conservative
The American Conservative, förkortat TAC, är en amerikansk paleokonservativ tidskrift som startades av Scott McConnell, Pat Buchanan och Taki Theodoracopulos år 2002 i protest mot Irakkriget.
TAC kännetecknas av sin skarpa kritik mot de dominerande strömningarna inom den amerikanska högern och säger sig företräda en mer traditionell amerikansk konservatism som, i motsats till neokonservatismen, står för en icke-interventionistisk utrikespolitik, medborgerliga friheter och begränsad invandring. Enligt TAC har påstått konservativa amerikaner allt mer frångått värden som "fred, gemenskap och ekonomisk ansvarsfullhet" till förmån för "krig, militant keynesianism och löften om en evig, skuldbaserad tillväxt".
Bland dem som skrivit för TAC märks Philip Giraldi, Paul Gottfried, Samuel P. Huntington, John Mearsheimer, Rand Paul, Justin Raimondo och den svenske statsvetaren Claes G. Ryn.